# Osowy Grad
Osowy Grąd [ɔˈsɔvɨ ˈɡrɔnt] es un pueblo ubicado en el distrito administrativo de Gmina Augustów, dentro del  Condado de Augustów, Voivodato de Podlaquia, en el norte de Polonia oriental. Se encuentra aproximadamente a 8 kilómetros al sur de Augustów y a 75 kilómetros al norte de la capital regional Bialystok.